# 行願寺
行願寺（ぎょうがんじ）は、京都市中京区行願寺門前町にある天台宗の寺院（尼寺）。山号は霊麀山（れいゆうざん）。本尊は千手観音。通称は革堂（こうどう）。西国三十三所第19番札所。洛陽三十三所観音霊場第4番札所。西国三十三所で唯一の尼寺である。
本尊真言：おん ばざら たらま きりく そわか
ご詠歌：花を見ていまは望みも革堂の 庭の千草（ちぐさ）も盛りなるらん

## 歴史
『百錬抄』、『日本紀略』等によれば、当寺は寛弘元年（1004年）に行円が一条小川の一条北辺堂の跡地に一条北辺堂を復興し、新たに行願寺と名付けたものであるという。一条北辺堂については、『日本紀略』永祚元年（989年）8月13日条に「一条北辺堂舎倒壊」とあり、当寺の創建以前から存在したことが裏づけられる。当初の寺地は現在の京都市上京区、京都御苑の西方で、付近に革堂町、革堂仲之町、革堂西町の町名が残る。
行円は仏門に入る前は狩猟を業としていたが、ある時、山で身ごもった雌鹿を射たところ、その亡くなった雌鹿の腹から子鹿の誕生するのを見、殺生の非を悟って仏門に入ったという。行円はその雌鹿の皮を常に身につけていたことから、皮聖、皮聖人などと呼ばれ、それによって当寺の名も革堂と呼ばれるようになった。行円の生没年は未詳だが、比叡山の横川（よかわ）出身の聖と推定されている。藤原道長の息の藤原顕信は寛弘9年（1012年）に行円のもとで剃髪出家している。
保延6年（1140年）に多宝塔が落雷で焼失している。同時に法成寺の西塔にも落雷があり、こちらも焼失した。その後多宝塔は再建されたが、仁平元年（1151年）に多宝塔を始め多くの堂が火災で焼失した。
後に復興されるが、仁治3年（1242年）に住僧の放火により門や幾つかの建物を残してほぼ全焼してしまった。しかし、しばらくして再興された。
当寺は豊臣秀吉による都市計画のため、天正18年（1590年）に寺町荒神口（現・上京区、京都御苑東側）に移転。宝永5年（1708年）に起きた宝永の大火後には寺町荒神口の旧地からやや南に下がった現在地に再び移転している。
近年は地域猫に餌場や寝ぐらを提供しており、「猫の寺」としても知られている。寺ではグッズの販売や募金を餌代として活用している。

## 幽霊絵馬
次のような伝説をもつ絵馬がある。江戸時代の末頃、行願寺の近くにあった質屋に奉公していたお文という子守女は、聞き慣れた御詠歌を子守歌がわりに口ずさみ、子供まで御詠歌を覚えてしまった。熱心な法華経信者であった質屋の主人はこれを見とがめ、お文を折檻し、死なせてしまう。あわてた主人はお文の遺体を土蔵に隠し、知らぬふりをしていた。お文の両親が行願寺で通夜を営んでいたところ、彼女の幽霊が現れて事の次第を語ったので真相が明らかになり、質屋の主人は捕らえられた、というものである。絵馬にはお文の遺愛の手鏡がはめこまれている。

## 境内

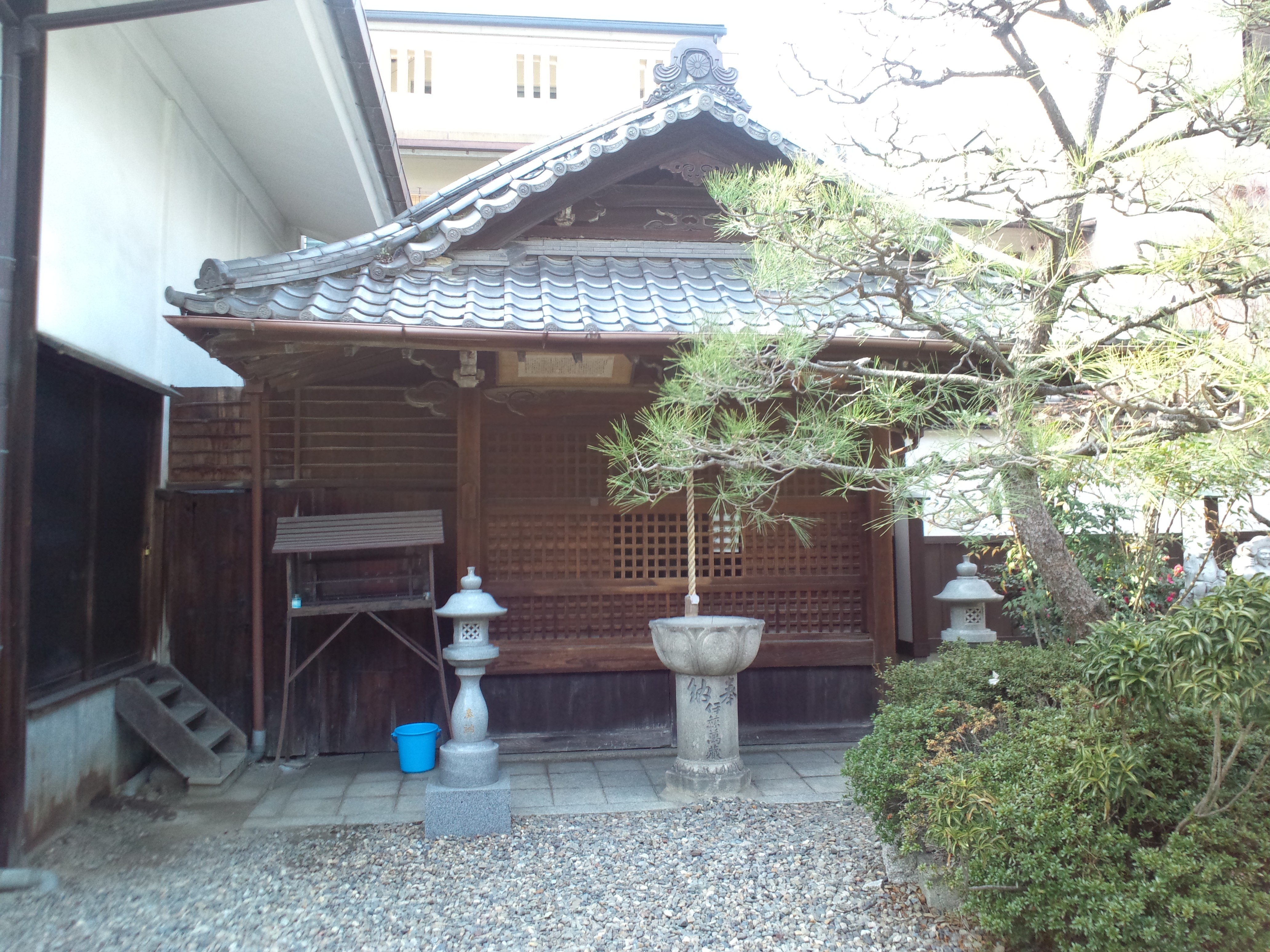
寿老人神堂

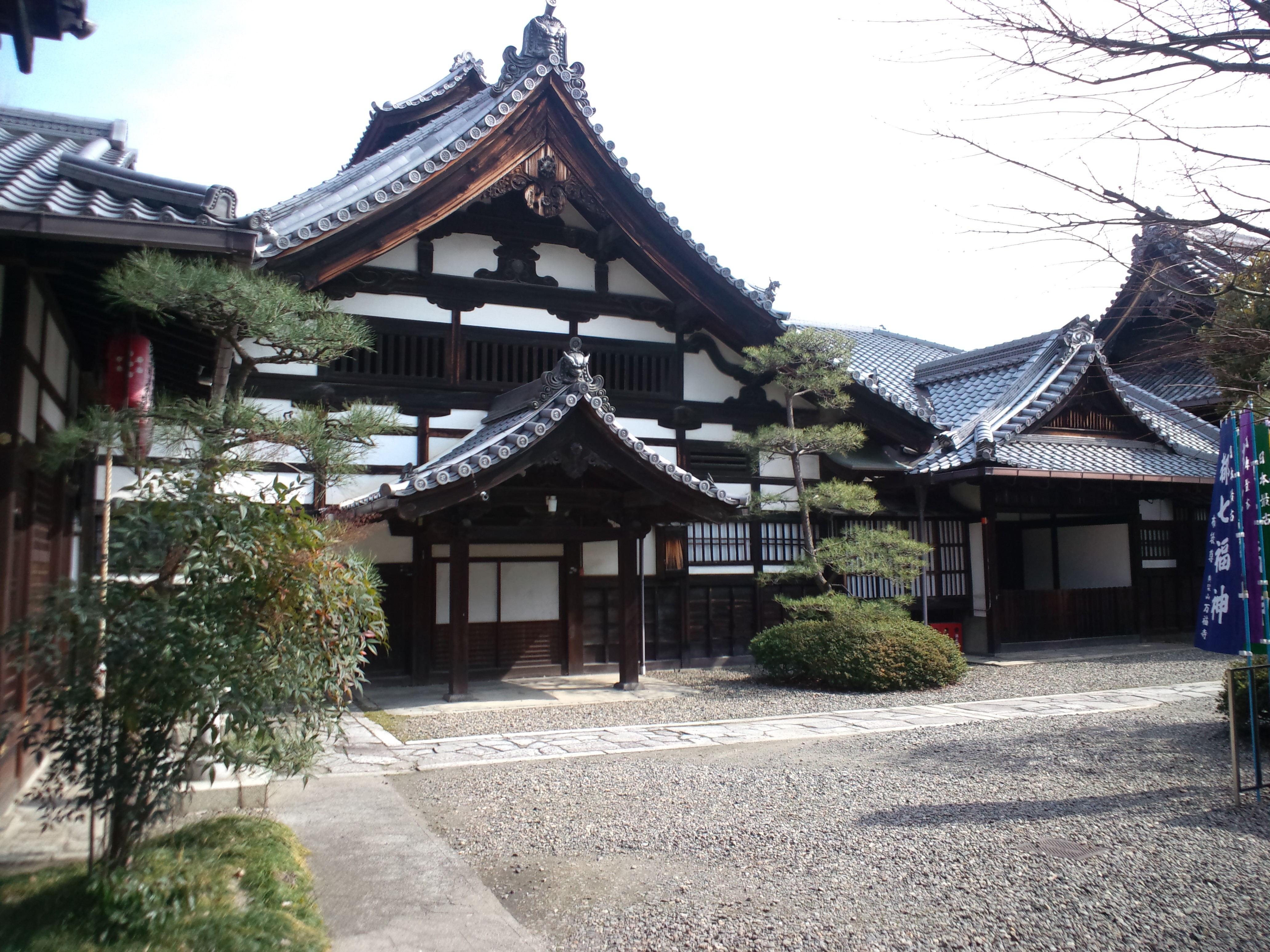
庫裏

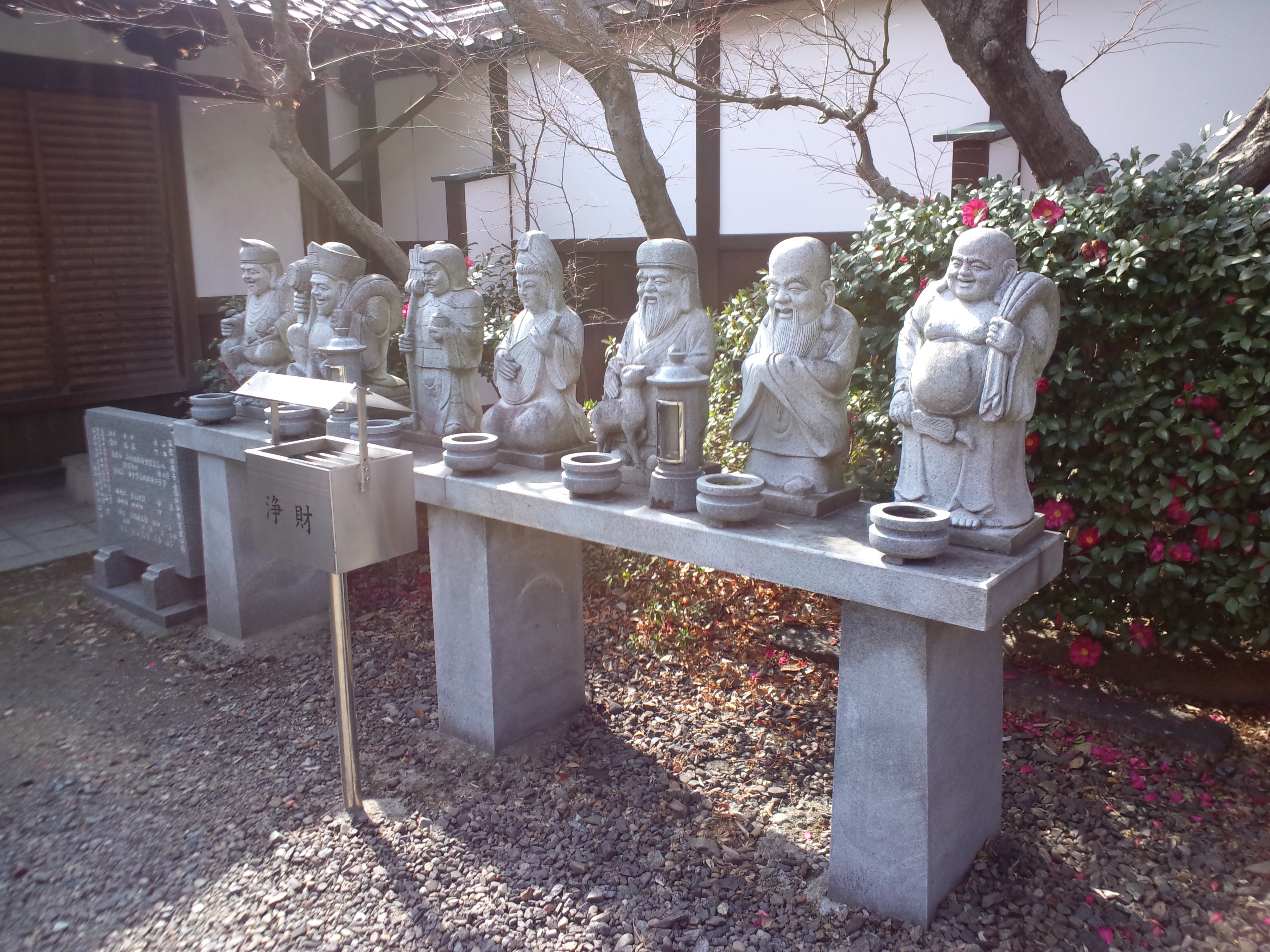
七福神像

- 本堂（京都市指定有形文化財） - 文化12年（1815年）再建。
- 行願寺会館 - 2階は宝物館となっている。
- 庫裏
- 愛染堂
- 寿老神堂 - 安土桃山時代の建立。
- 七福神像
- 鎮宅霊符神堂 - 鎮宅霊符神（北辰妙見菩薩）を祀る。
- 鐘楼（京都市指定有形文化財） - 文化元年（1804年）再建。
- 加茂大明神五輪塔 - 大きな五輪塔の水輪部分に加茂大明神が祀られている。
- 山門

## 文化財

### 京都市指定有形文化財
- 本堂
- 鐘楼

## 前後の札所
西国三十三所
18 六角堂頂法寺　-　19 革堂行願寺　-　20 善峯寺
洛陽三十三所観音霊場
3 護浄院　-　4 革堂行願寺　-　5 真如堂新長谷寺
都七福神（寿老神）
京都七福神（寿老人）
神仏霊場巡拝の道
113 平安神宮　-　114 革堂行願寺　-　115 青蓮院

## 所在地
- 京都府京都市中京区寺町通竹屋町上ル行願寺門前町17

## アクセス
- 京阪電気鉄道鴨東線 神宮丸太町駅より徒歩約6分。
- 京都市営地下鉄烏丸線 丸太町駅より徒歩約7分。